# Nesophontes superstes
Nesophontes superstes är en utdöd däggdjursart som beskrevs av Fischer 1977. Nesophontes superstes ingår i släktet Nesophontes och familjen Nesophontidae. Inga underarter finns listade i Catalogue of Life.
Arten är bara känd från kvarlevor som hittades i Kuba och på mindre öar i regionen. Skelettdelar hittades tillsammans med rester från råttor. Fischer som beskrev arten 1977 antog att den fortfarande lever kvar. Däremot hittades inga levande exemplar.